# John Kander

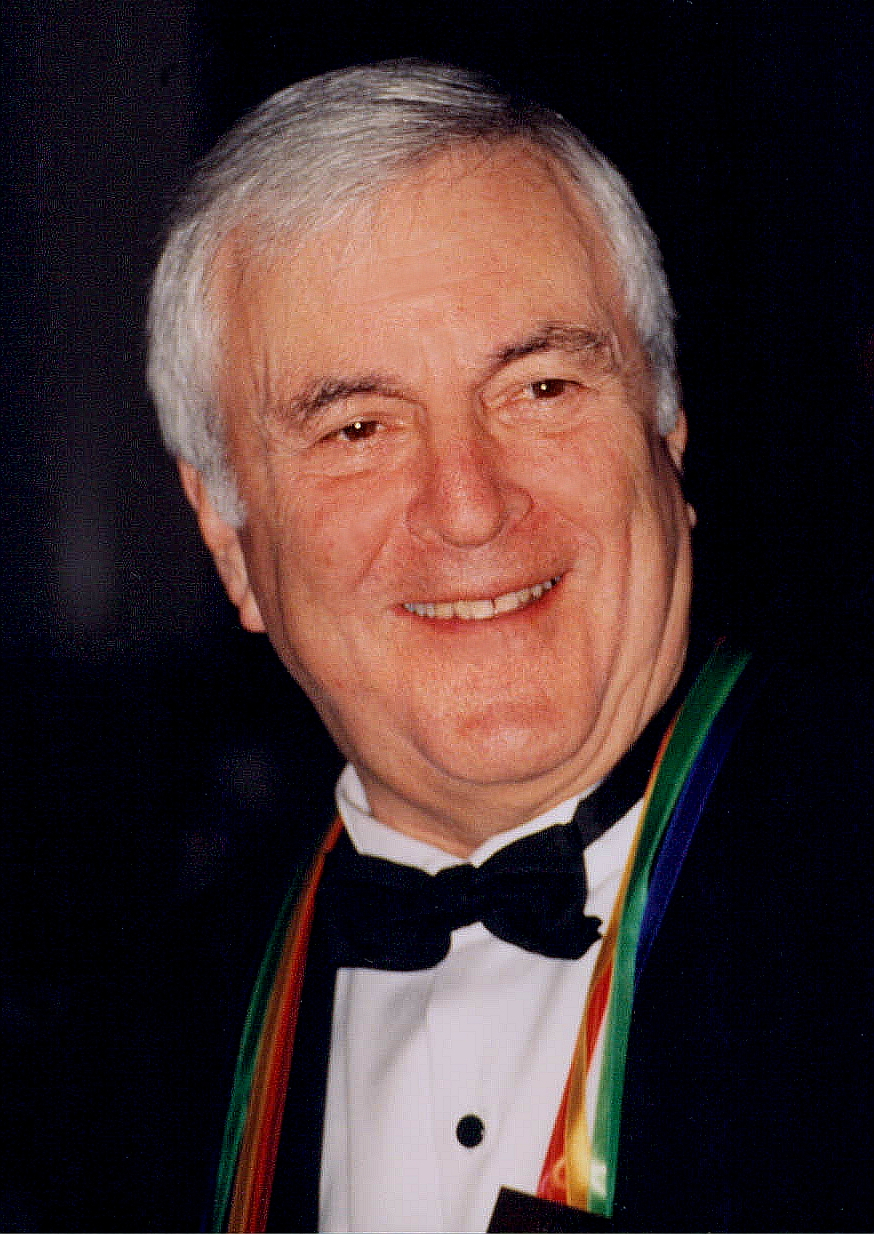
John Kander (1998)

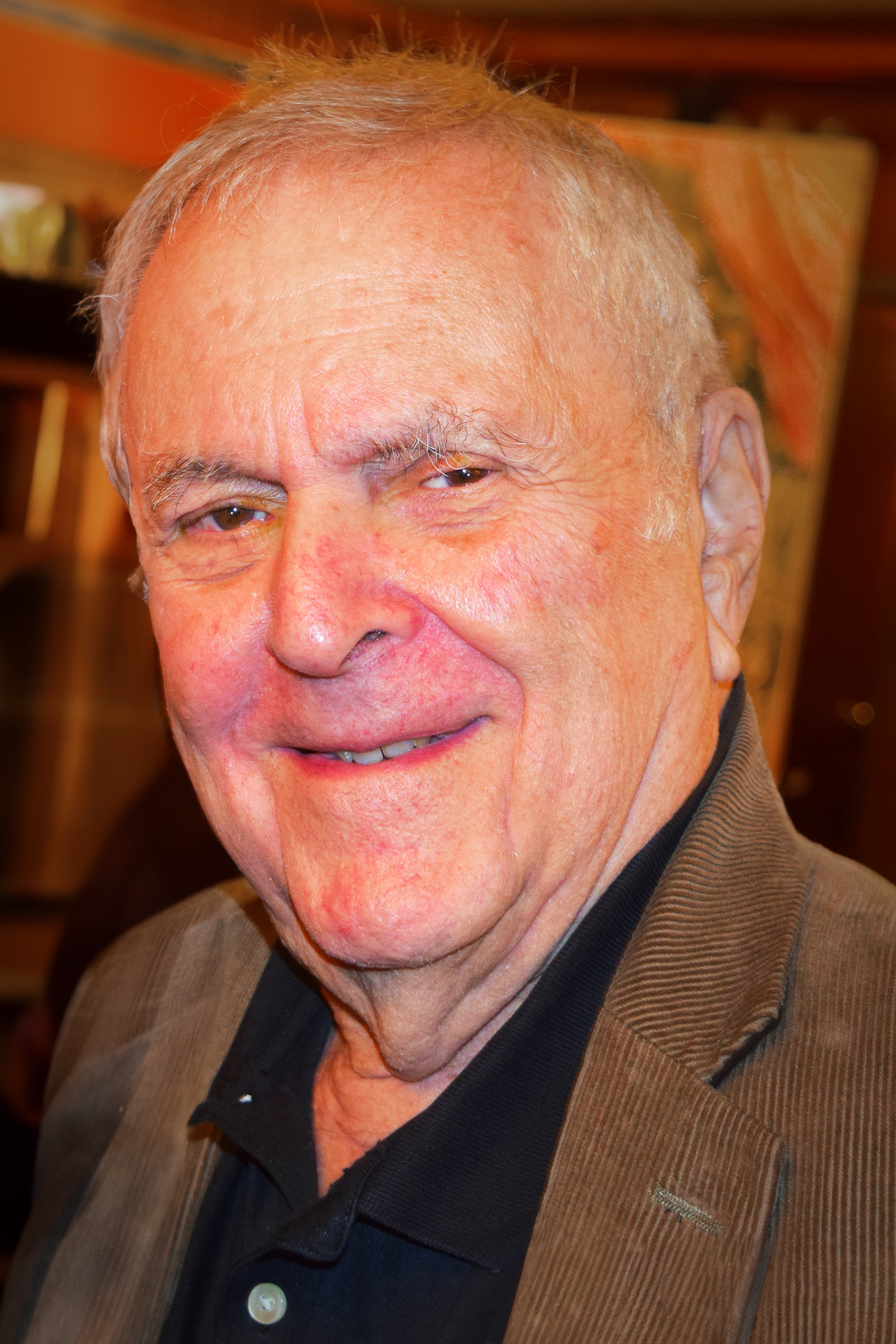
John Kander (2023)

John Harold Kander (* 18. März 1927 in Kansas City, Missouri) ist ein US-amerikanischer Komponist. Zu den bekanntesten Kompositionen des vierfachen Tony-Award-Preisträgers zählen die Musicals Cabaret und Chicago sowie der in der Version Frank Sinatras weltberühmt gewordene Song New York, New York.

## Leben
John Kander studierte Musik am Oberlin College Ohio und an der Columbia University in New York City. Er begann seine Broadwaykarriere in den 1950er Jahren als Pianist, Chorusleiter und Dirigent in Musicaltheatern am Broadway. Die Arbeiten als Arrangeur für die Tanzszenen in den Musicals Gypsy und Irma la Douce Ende der 1950er Jahre führten ihn schließlich zur Komposition eigener Musicals. Sein erstes Musical A Family Affair von 1962 war allerdings ein Flop.
Im gleichen Jahr traf Kander auf seinen zukünftigen Partner, den Liedtexter Fred Ebb. Den ersten Hit landeten sie mit My coloring book, der unter anderem von Barbra Streisand in ihr Repertoire aufgenommen wurde. Ihr erstes Musicalprojekt Golden Gate blieb noch unaufgeführt, brachte jedoch den Broadway-Produzenten Harold Prince dazu, ihnen die Arbeit an dem Musical Flora, the Red Menace zu übertragen. Es wurde der erste Erfolg sowohl für das Duo Kander/Ebb wie auch für die junge Liza Minnelli, die mit einem Tony Award ausgezeichnet wurde.
Die erfolgreichste Komposition von John Kander wurde dann das Musical Cabaret. Die Uraufführung am Broadway fand am 20. November 1966 statt, Regie führte Harold Prince, die Hauptrollen spielten Lotte Lenya als Frl. Schneider, Jill Haworth spielte Sally Bowles und Joel Grey als Zeremonienmeister war der einzige, der später unter Bob Fosse als Regisseur auch in der Verfilmung von 1972 mitwirkte. Die letzte von 1165 Vorstellungen fand am 6. September 1969 statt. Insgesamt gewann das Musical acht Tony Awards.
Nach der Verfilmung von Cabaret verstärkte sich die Zusammenarbeit mit Liza Minnelli, die im Film die Sally Bowles spielte, Kander schrieb zahlreiche Songs für sie. Kanders und Ebbs bekannteste Komposition wurde der für den gleichnamigen Martin-Scorsese-Film geschriebene Song New York, New York von 1977. Liza Minnelli sang den Song im Film und Frank Sinatra machte ihn zu einem Welthit und zur inoffiziellen Hymne New Yorks. Auch in deutscher Sprache gibt es einige Versionen; Harald Juhnke sang ihn unter dem Titel Berlin, Berlin. Kander und Ebb schufen im Laufe der Jahrzehnte noch zahlreiche weitere Welterfolge wie die Musicals Chicago und Kuss der Spinnenfrau. 
2010 heiratete Kander seinen langjährigen Lebensgefährten, den Choreographen und Tänzer Albert Stephenson in Toronto. Er ist der Großonkel des ehemaligen Secretary of State des US-Bundesstaates Missouri, Jason Kander.

## Kander und Ebb Werke

### Musicals
- 1965: Flora the Red Menace (Flora, die rote Gefahr)
- 1966: Cabaret
- 1968: The Happy Time
- 1968: Zorba
- 1971: 70 Girls 70
- 1975: Chicago
- 1978: The Act
- 1981: Woman of the Year (nach dem Film Die Frau, von der man spricht von 1942)
- 1984: The Rink
- 1992: Kuss der Spinnenfrau (Kiss of the Spider Woman)
- 1997: Steel Pier
- 1999: Over & Over
- 2001: The Visit
- 2006: Curtains
- 2010: The Scottsboro Boys
- 2023: New York, New York

### Filmografie (Auswahl)
- 1970: The Last Escape
- 1975: Funny Lady
- 1977: New York, New York
- 1982: In der Stille der Nacht (Still of The Night)
- 1984: Ein Platz im Herzen (Places in the Heart)
- 1985: Früher Frost (An Early Frost) (Fernsehfilm)

### Singles
- 2018: Cheering for me now (Hamildrop in Zusammenarbeit mit Lin-Manuel Miranda)

## Auszeichnungen
- 1967: Tony Awards für das Musical Cabaret für das beste Musical und die beste Musik (Score/Partitur)
- 1968: Grammy Award für das Musical Cabaret für das beste Musical Show Album (Musikaufnahme)
- 1981: Tony Award für das Musical Woman of the Year für die beste Musik (Score/Partitur)
- 1993: Tony Award für das Musical Kuss der Spinnenfrau für die beste Musik (Score/Partitur)